# Lumitech
Die Lumitech Lighting Solution GmbH ist ein österreichisches Unternehmen, das LED-Leuchtmittel entwickelt. Hauptsitz des Unternehmens ist Jennersdorf im Burgenland.

## Geschichte
Lumitech wurde 1997 von Günther Leising, Stefan Tasch, Hans Hoschopf und Christian Hochfilzer als Spin-Off der TU Graz gegründet. Ziel des Unternehmens war die Entwicklung von LED-Leuchtmitteln für die Allgemeinbeleuchtung. Zur Zeit der Gründung des Unternehmens wurden überwiegend Glühlampen und Leuchtröhren als elektrische Beleuchtung verwendet. Um dieses Ziel zu erreichen, wurden Techniken wie die Chip-on-Board-Technologie (COB) für LED entwickelt.
Im Jahre 2000 präsentierte Lumitech auf der Light + Building für diese Art von Beleuchtung taugliche LED-Module, basierend auf COB. Diese wiesen warmweißes LED-Licht auf, nachdem es zusammen mit Partnern aus Deutschland und Japan gelungen war, die erste Farbkonversionstechnologie auch für warmweißes Licht zu entwickeln. Diese Erfindung wurde in Folge weltweit von LED-Anbietern lizenziert und eingesetzt.
Um die benötigten Ressourcen für die Vermarktung sowie die Produktion dieser Technologien sicherzustellen, gründete Lumitech zusammen mit der Zumtobel-Gruppe das Joint Venture Tridonic Optoelektronik. Lumitech selbst fokussierte sich vor allem auf den Bereich der Spezialbeleuchtung im medizinischen Sektor (Beleuchtung für Zahnarztbohrer und Blutsensoren) und für industrielle Anwendungen (Beleuchtung für Geldscheindruckanlangen).
Im Jahr 2012 akquirierte Lumitech das Geschäftsfeld der Kühlmöbelbeleuchtung und baute es aus. Neben Lösungen für Kühlmöbel- und Ladenbau sind heute Lichtlösungen für die Allgemeinbeleuchtung sowie die technische Beleuchtung Schwerpunkte der Lumitech.

## Produkte
Lumitech entwickelte mit PI-LED biorhythmisches Licht. Unternehmen der Lichtbranche, wie etwa Philips Lighting, Osram, Tridonic (Zumtobel) und Seoul Semiconductors sind Lizenznehmer und nutzen die Technik für ihre Human Centric-Lighting-Lösungen.
Mit FoodLighting wurde ein lineares System für die Beleuchtung von Lebensmitteln entwickelt. Komponenten des Systems sind die Licht- und Lebensmittelfarben, Stecksysteme und die Kombinationsmöglichkeiten aus Linsen, Optiken und Profilen.

## Auszeichnungen
Für die Entwicklung der PI-LED Technologie wurde Lumitech im Jahre 2007 mit dem Staatspreis für Innovation ausgezeichnet. Weitere Auszeichnungen sind der Österreichische Erfinderpreis, die Kaplan-Medaille, der Burgenländische Innovationspreis 2004 sowie der Preis der Burgenland-Stiftung 2007.